# ديماركوس وير
ديماركوس وير (بالإنجليزية: DeMarcus Ware)‏ هو لاعب كرة قدم أمريكية أمريكي، ولد في 31 يوليو 1982 في أوبورن في الولايات المتحدة.

## وصلات خارجية
- الموقع الرسمي
- ديماركوس وير على موقع مرجع كرة القدم المحترفة.كوم (الإنجليزية)